# Naturschutzgebiet Großer Koblentzer See
Koordinaten: 53° 32′ 8,6″ N, 14° 7′ 2,7″ O

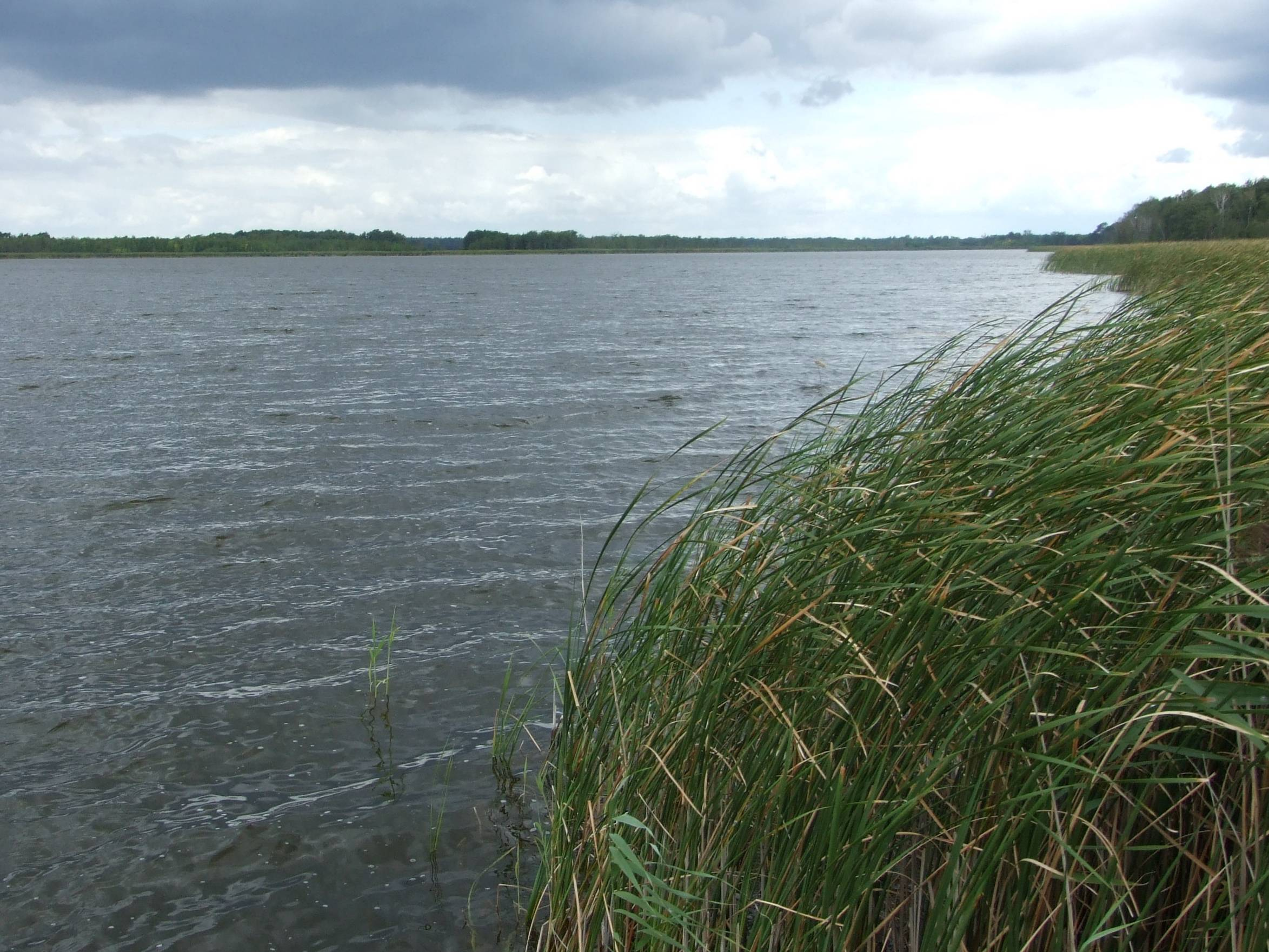
Blick auf den See

Das Naturschutzgebiet Großer Koblentzer See ist ein 270 Hektar großes Naturschutzgebiet in Mecklenburg-Vorpommern sieben Kilometer nordöstlich von Pasewalk. Der namensgebende Ort Koblentz befindet sich unweit östlich. Die Unterschutzstellung erfolgte am 27. Mai 1960. Das Schutzgebiet umfasst ein Talmoor, einen See (Großer Koblentzer See) mit Insel, eine Binnensalzstelle sowie einen Kalksumpf und ist ein bedeutendes Rast- und Brutgebiet für Wasservögel.
Der aktuelle Gebietszustand wird als befriedigend eingeschätzt, da der Wasserhaushalt der Flächen gestört ist. Zwei am Süostdufer befindliche Aussichtstürme ermöglichen ein sehr gutes Beobachten der Vogelwelt.

## Geschichte
Der Koblentzer See wurde durch Schmelzwasser geformt, die sich nach zum Ende der letzten Eiszeit bildeten. Aus einer angeschnittenen Kreidescholle am Nordufer tritt salzhaltiges Grundwasser aus 50 Meter Tiefe in den See ein. Bis zum 17. Jahrhundert wurde am Südufer des Sees eine Saline betrieben. Ab dem 19. Jahrhundert wurden Niedermoorflächen als Grünland genutzt, auf denen noch heute Weidewirtschaft betrieben wird.

## Pflanzen- und Tierwelt
Salzvegetation mit Strand-Dreizack, Salz-Binse, Sumpf-Knabenkraut, Salz-Schuppenmiere, Erdbeer-Klee und Strandwegerich findet sich auf den Salzstellen im Süden des Sees. Brutvögel im Gebiet sind Rohrdommel, Löffel-, Schnatter-, Knäk- und Krickente. Kraniche nutzen zu Zugzeiten den See als Schlafplatz. Der Fischotter lebt im Gebiet.